# Herkules-Berglauf

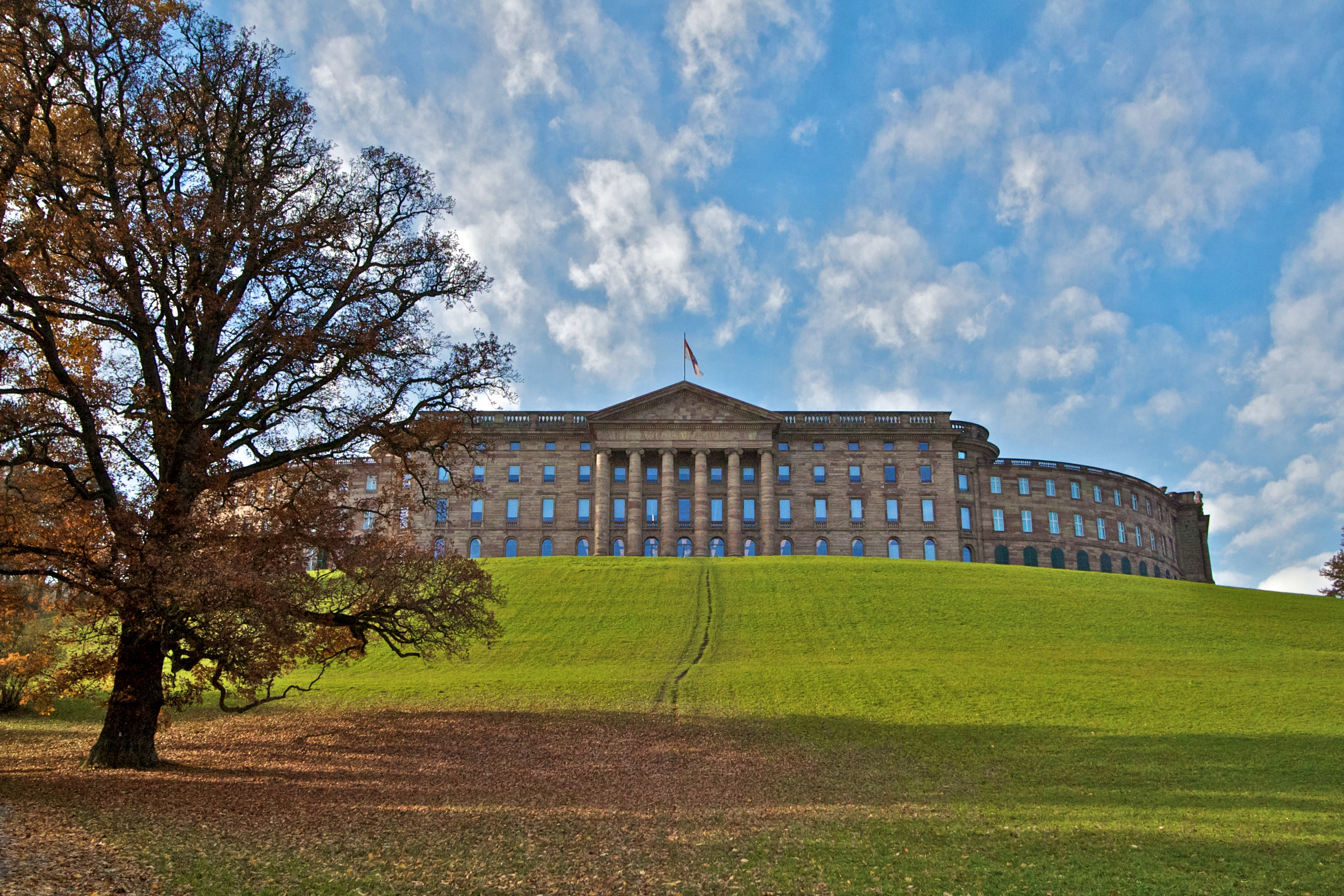
Unterhalb des Schlosses Wilhelmshöhe/Schlossbergs

Der Herkules-Berglauf ist ein jährlich ausgetragener Berglauf durch das UNESCO-Weltkulturerbe Bergpark Wilhelmshöhe.

## Geschichte

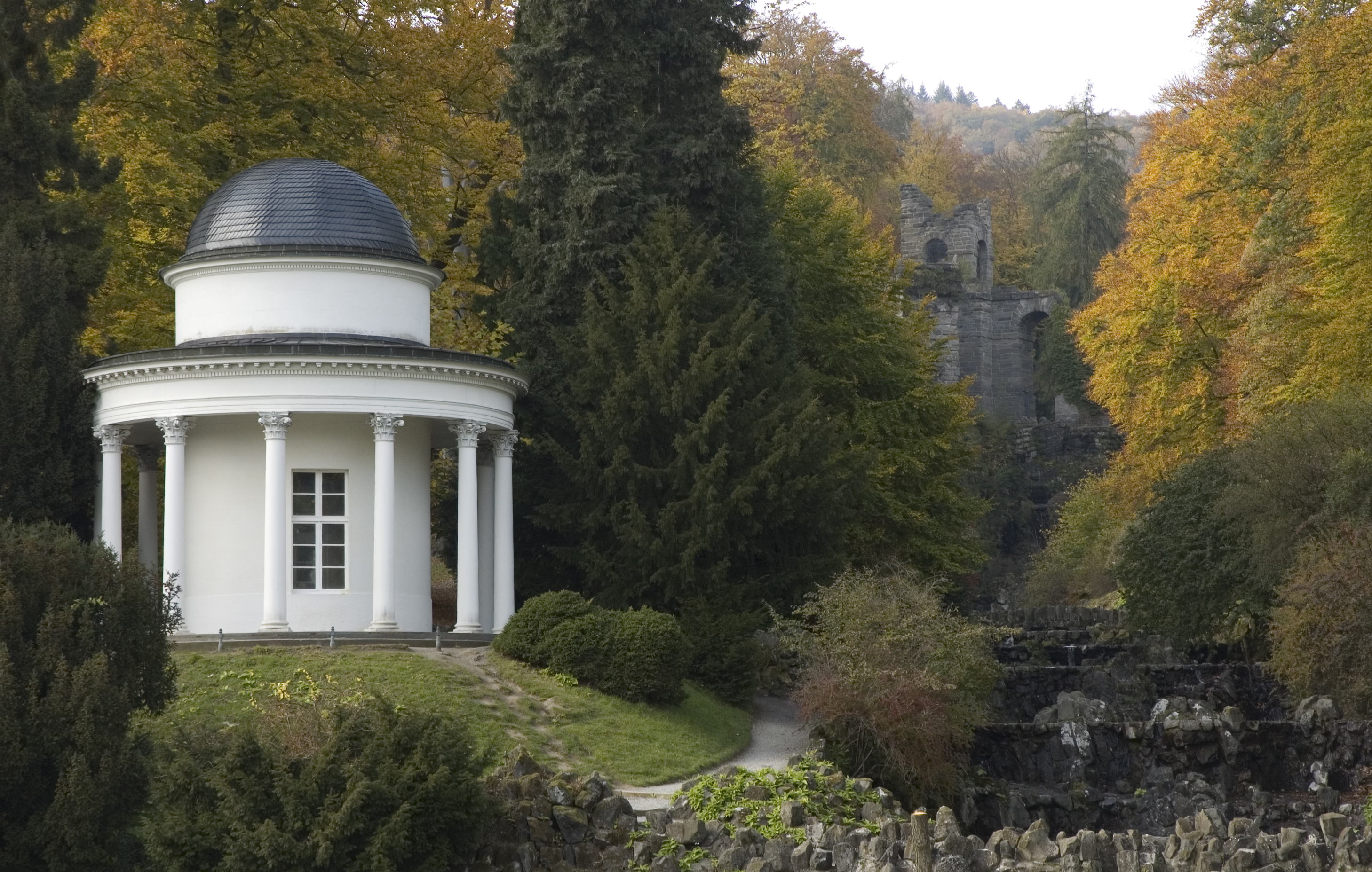
Vom Jussow-Tempel am Fontänenteich hinauf zum Aquädukt

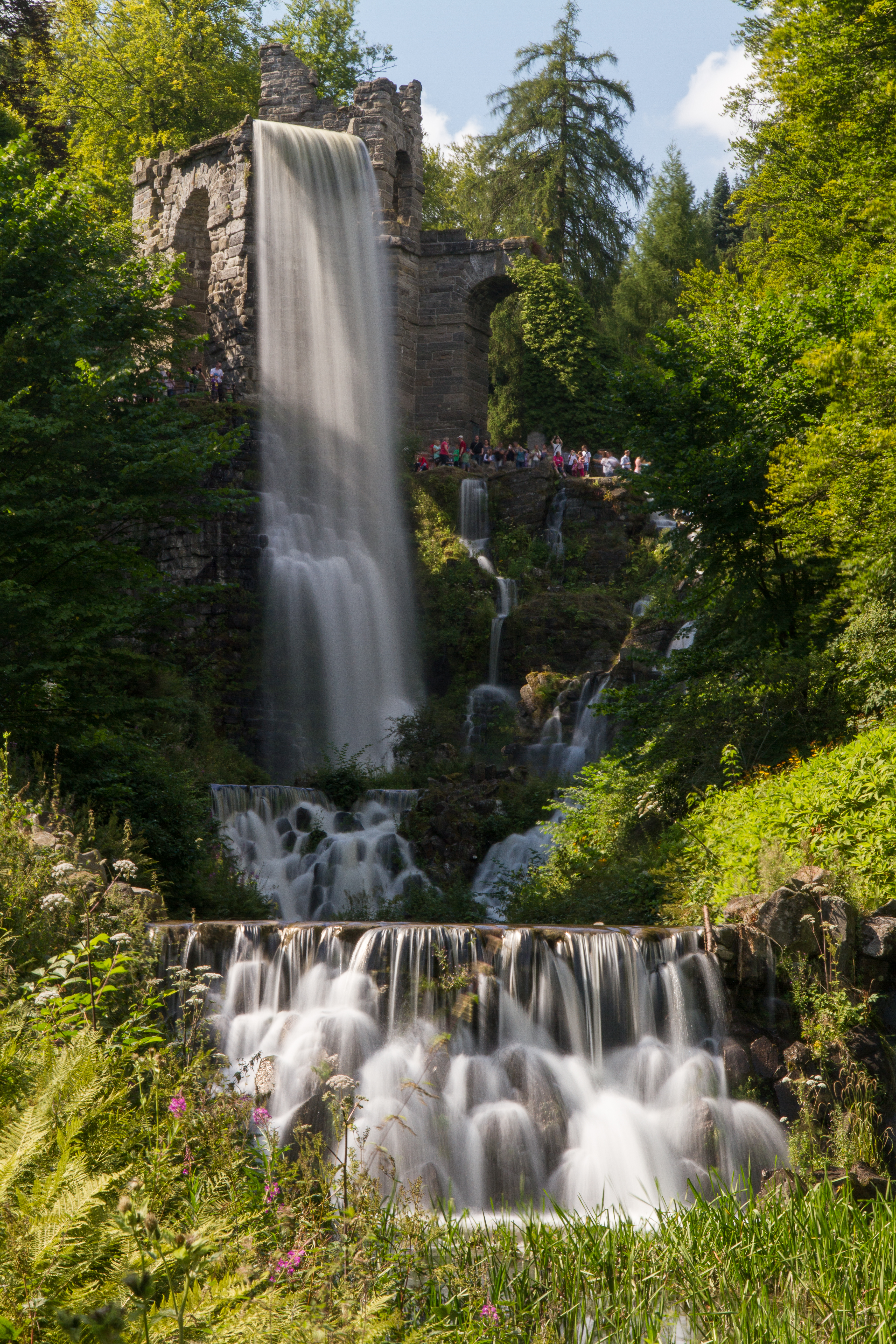
Das Aquädukt wird nördlich passiert

Der Herkules-Berglauf wurde erstmals im Jahr 1990 ausgetragen. In den Jahren 2001, 2003, 2005, 2007, 2009, 2011, 2013 und 2020 waren die Hessischen Berglaufmeisterschaften in den Herkules-Berglauf integriert, wodurch auch mehrere bekannte Spitzensportler auf der 6,2 Kilometer langen Strecke an den Start gingen, die, mit Ausnahme von 2002, von 1992 bis 2018 gelaufen wurde.
Bis 2015 wurde der Herkules-Berglauf von Winfried Aufenanger, langjährigem Marathon-Bundestrainer, organisiert. 2020 wurden erneut die Hessischen Berglaufmeisterschaften an den Herkules-Berglauf vergeben, allerdings nicht wie zuvor in die Veranstaltung integriert, sondern separat von dieser mit weiteren 112 Teilnehmern, davon 77 Männern und 35 Frauen, ausgetragen. Es gewannen Philipp Stuckhardt (Laufteam Kassel) in 29:25 Minuten und Anna Starostzik (Spiridon Frankfurt) mit einer Zeit von 34:26 Minuten. Sowohl der normale Berglauf als auch die Meisterschaften mussten kurzfristig wegen eines umgestürzten Baumes über den Wurmbergsattel geführt werden. Die Streckenführung über den Wurmbergsattel wurde in den Folgejahren beibehalten.
Rekordsieger des Herkules-Berglaufes ist Heiko Baier (LG Braunschweig) mit insgesamt fünf Siegen, Rekordsiegerin Monika Wöhleke (PSV Grün-Weiß Kassel) mit insgesamt acht Siegen.
Neben Frankfurt-Marathon, Kassel-Marathon und Silvesterlauf Kaufungen ist der Herkules-Berglauf eine von vier Laufveranstaltungen, über die der Hessische Rundfunk jährlich in der hessenschau berichtet.

## Streckenverlauf

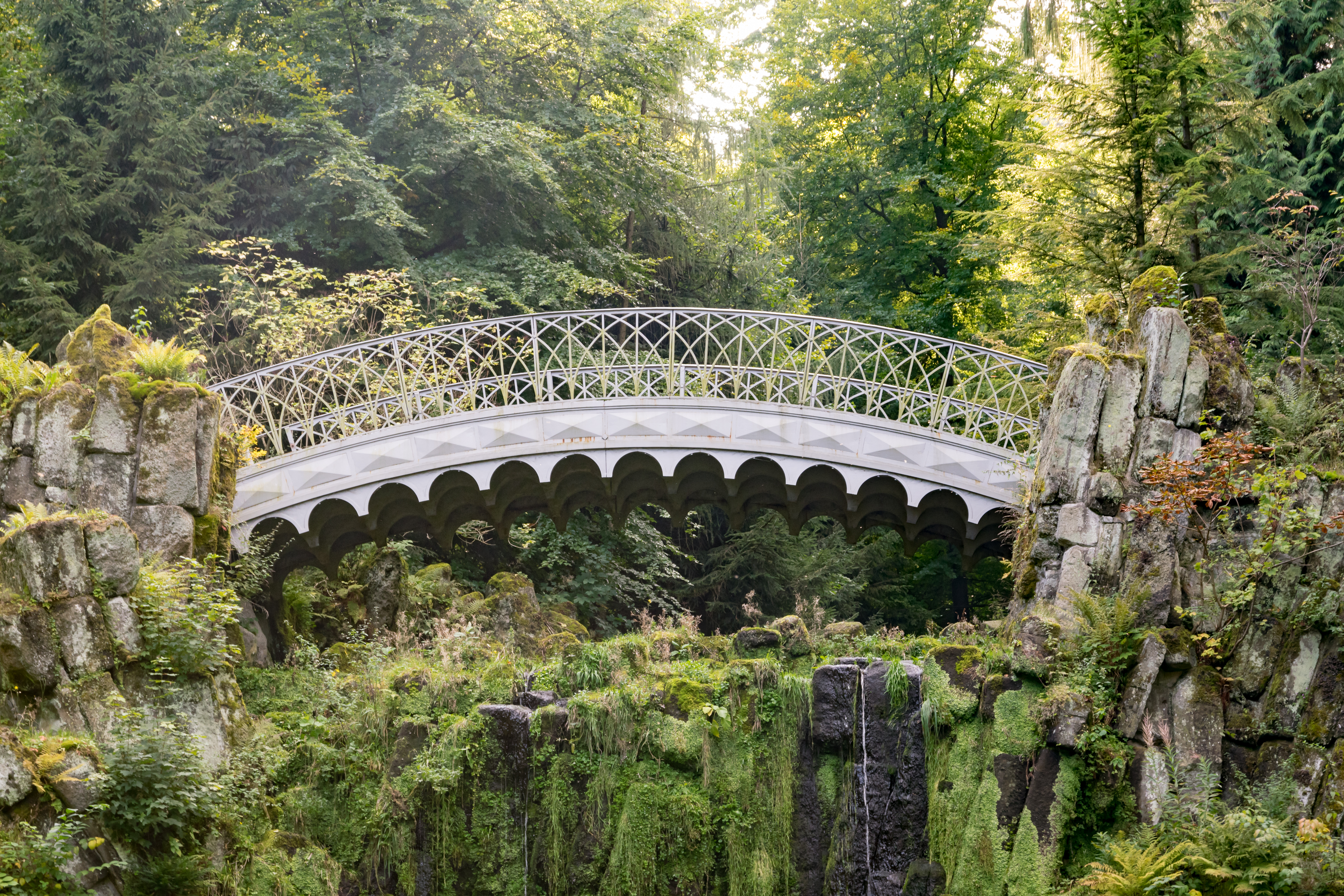
Unterhalb der Teufelsbrücke befindet sich ein Staffelwechselpunkt

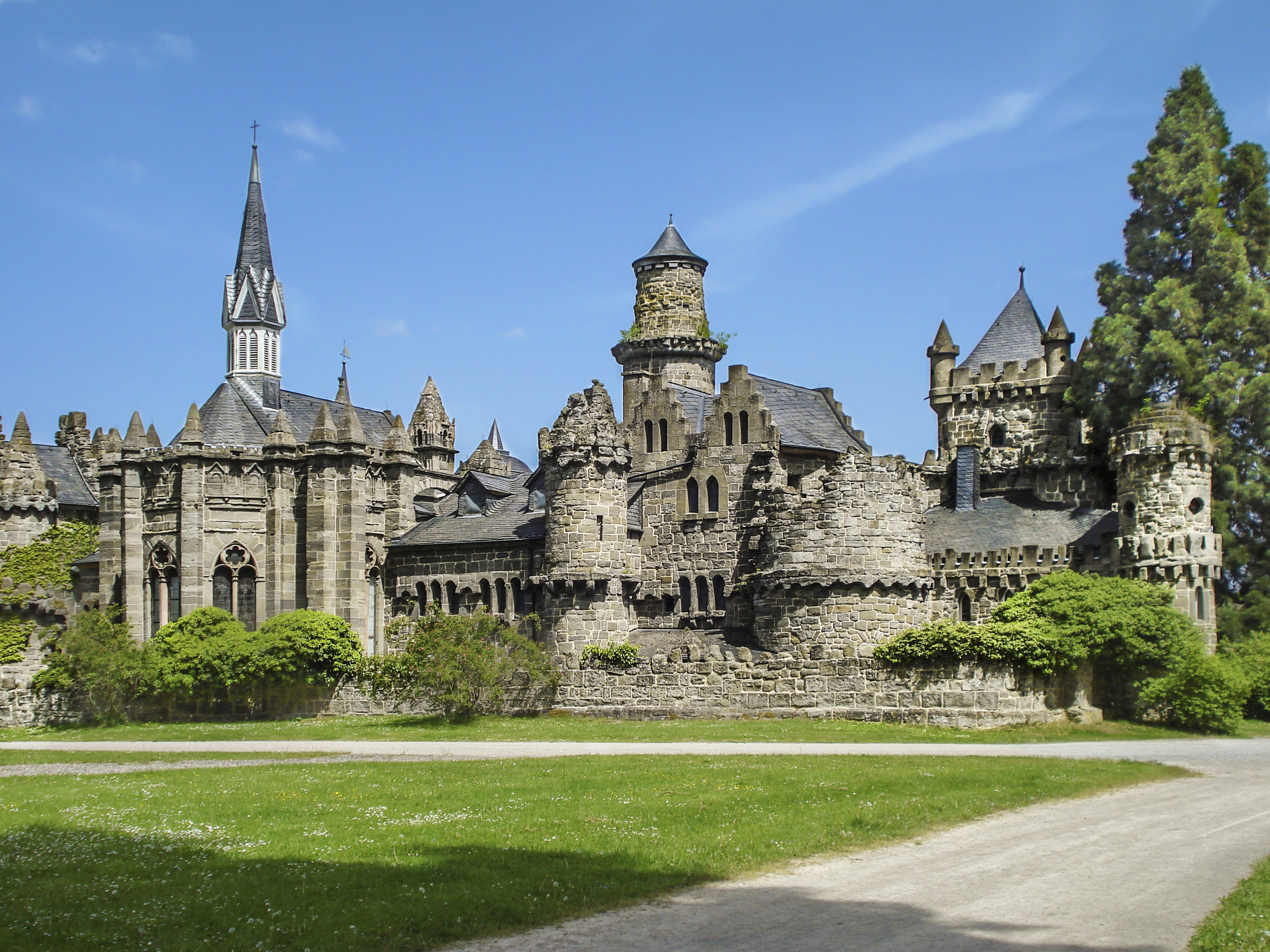
Die Löwenburg mit der Laufstrecke im Vordergrund

Die neue Laufstrecke des Herkules-Berglaufes (seit 2019) mit einer Länge von ungefähr 8 Kilometern beginnt etwa auf Höhe des ehemaligen Pförtnerhauses am Abzweig der Wilhelmshöher Allee und verläuft vorbei am Lac unterhalb des Schlosses Wilhelmshöhe hinauf zum Fontänenteich mit Jussow-Tempel sowie weiter vorbei am Aquädukt zum Höllenteich unterhalb der Teufelsbrücke. Nächste Stationen der Laufstrecke sind die Eremitage des Sokrates, Entenfang und Löwenburg; die Burgwiesen werden einmal umrundet. Vorbei am Steinhöfer Wasserfall und der Kaskaden-Wirtschaft wird das Neptunbassin am Fuße der Kaskaden erreicht. Auf den letzten Kilometern verlassen die Läufer den Bergpark Wilhelmshöhe und laufen durch den Habichtswald über den Bachberg bis zum Herkules hinauf.
Die alte Laufstrecke des Herkules-Berglaufes (bis 2018) mit einer Länge von 6,2 Kilometern führte ausgehend von der Reformschule im Kasseler Stadtteil Bad Wilhelmshöhe über die Wilhelmshöher Allee und die Mulangstraße hinauf zur Löwenburg. Vorbei am Steinhöfer Wasserfall und der Plutogrotte wurde über die Tannenchaussee das Kaskaden-Restaurant erreicht und schließlich über die Schlangenstraße das Ziel direkt am Herkules. Der stärkste Anstieg der durchgehend befestigten alten Laufstrecke befand sich auf der Tannenchaussee.
Zusätzlich zum Hauptlauf wird ein Staffellauf (drei Teilnehmer) ausgetragen, dessen zwei Wechselpunkte sich bis 2018 an der Löwenburg und dem Kaskaden-Restaurant befanden, seit 2019 an der Teufelsbrücke und dem Kaskaden-Restaurant.

## Statistik

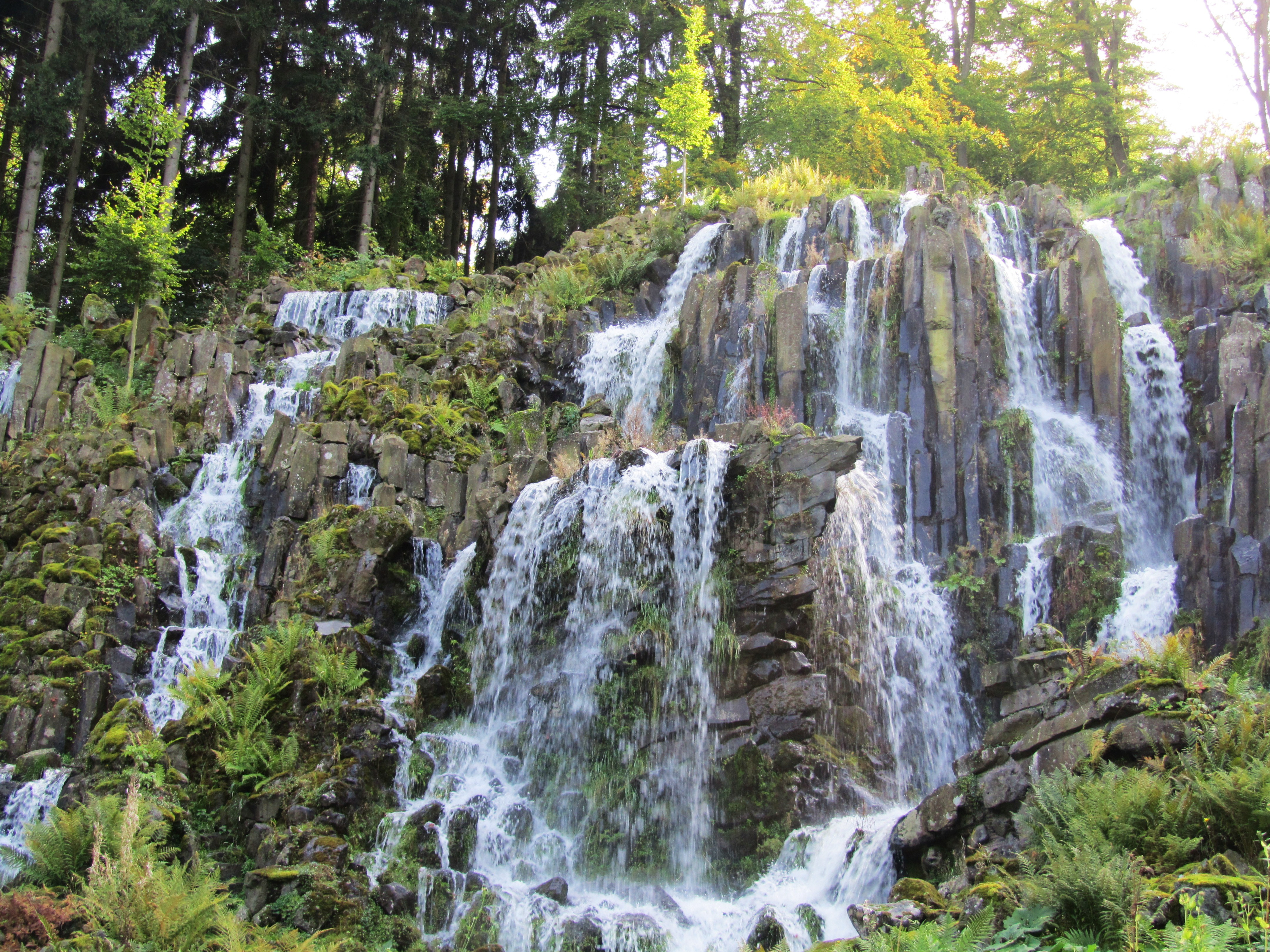
Der Steinhöfer Wasserfall liegt ebenfalls direkt an der Strecke

### Streckenrekorde
6,2 km (1992–2018, nicht 2002)

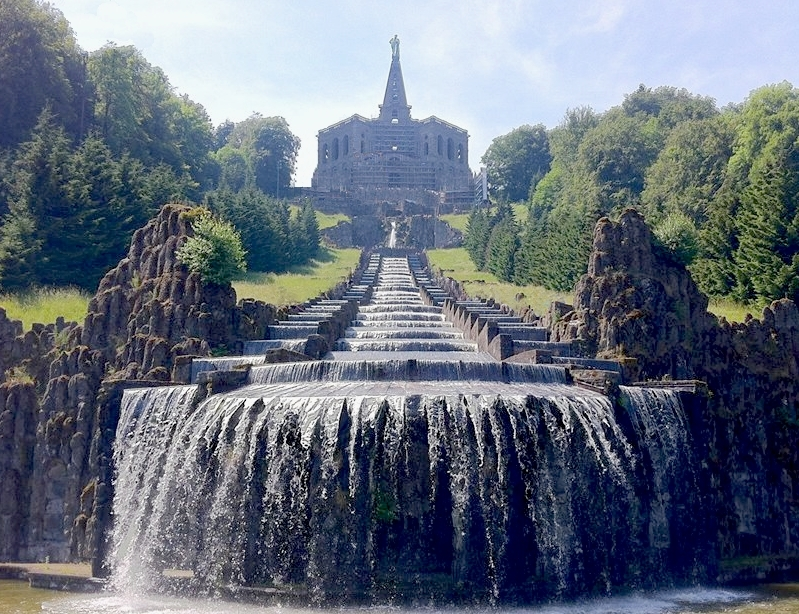
Blick vom Neptunbassin die Kaskaden hinauf zum Herkules

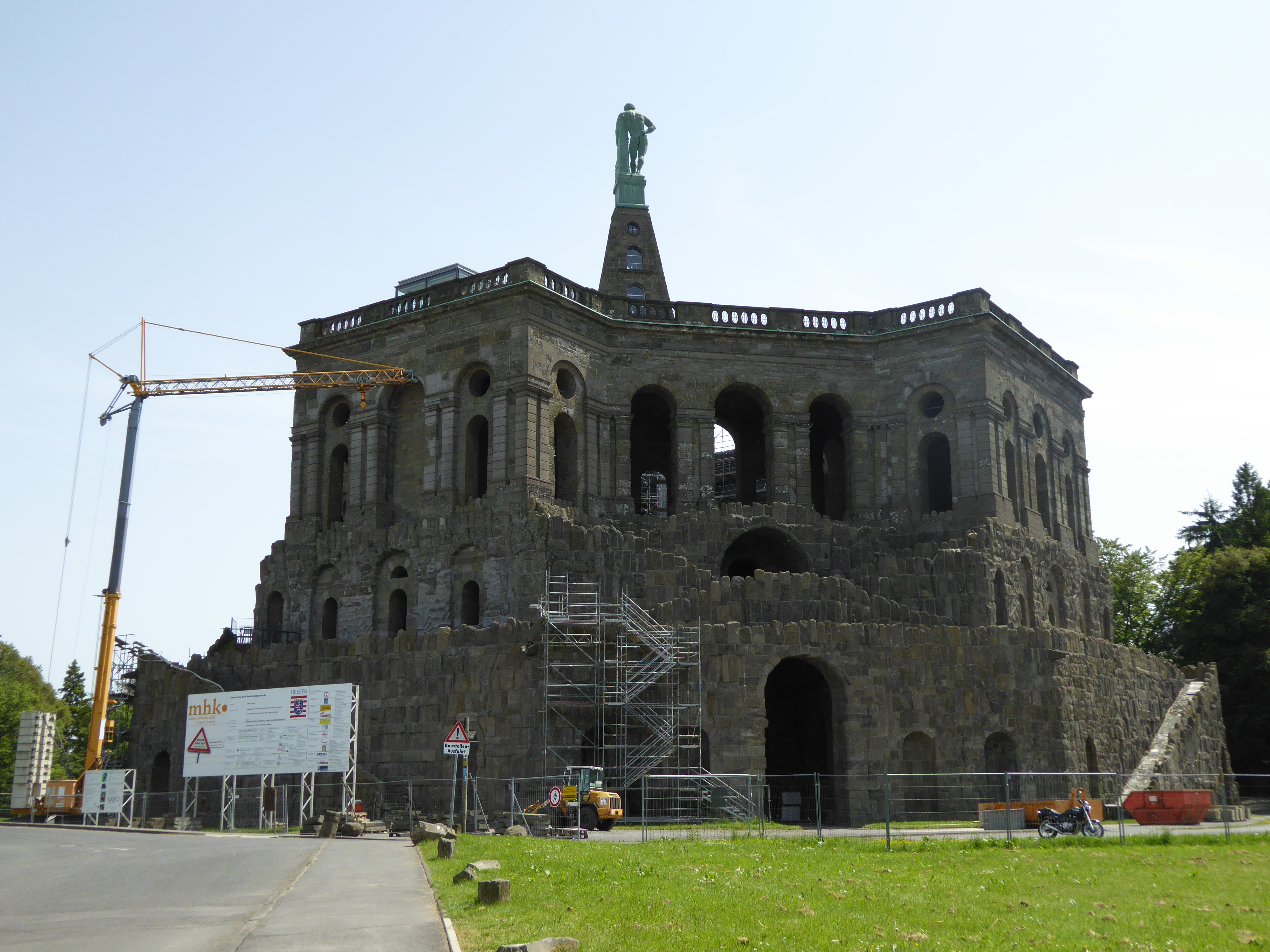
Auf der Rückseite des Herkules befindet sich das Ziel

- Männer: 23:15 min, Heiko Baier (DEU), 2009
- Frauen: 27:52 min, Andrea Wever (DEU), 1993

8 km (seit 2021)
- Männer: 29:33 min, Florian Röser (DEU), 2023
- Frauen: 33:35 min, Nina Engelhard (DEU), 2022

### Siegerlisten
| Datum           | Männer                        | Zeit  | Frauen                | Zeit  | Teilnehmer (m/w)  |
| --------------- | ----------------------------- | ----- | --------------------- | ----- | ----------------- |
| 17. Aug. 2024 1 | Philipp Stuckhardt -2-        | 30:04 | Clara Costadura (ITA) | 37:48 | 304 (220 m, 84 w) |
| 19. Aug. 2023 1 | Florian Röser                 | 29:33 | Nina Engelhard -4-    | 34:10 | 267 (195 m, 72 w) |
| 20. Aug. 2022 1 | Philipp Stuckhardt            | 30:23 | Nina Engelhard -3-    | 33:35 | 266 (190 m, 76 w) |
| 21. Aug. 2021 1 | Leonardo Ortolano             | 30:04 | Nina Engelhard -2-    | 33:47 | 245 (166 m, 79 w) |
| 26. Sep. 2020 2 | Leander Fink 3                | 31:48 | Nina Schad 3          | 43:03 | 191 (146 m, 45 w) |
| 28. Sep. 2019 4 | Felix Kaiser                  | 27:12 | Nina Engelhard        | 31:14 | 226 (177 m, 49 w) |
| 29. Sep. 2018   | Holger Aselmeyer              | 25:23 | Laura Hottenrott      | 28:08 | 143 (108 m, 35 w) |
| 21. Okt. 2017   | Anbessajer Hagos Bisrat (ERI) | 25:27 | Luise Zieba           | 32:15 | 121 (91 m, 30 w)  |
| 1. Okt. 2016    | Philipp Engler                | 28:22 | Melanie Räder -2-     | 34:11 | 95 (77 m, 18 w)   |
| 19. Sep. 2015   | Thomas Thyssen                | 24:51 | Elsa Kuma Zewde (ETH) | 31:53 | 136 (109 m, 27 w) |
| 20. Sep. 2014   | Johannes Wennmacher           | 25:22 | Sandra Barborseck     | 30:49 | 166 (123 m, 43 w) |
| 28. Sep. 2013   | Bahar Musa Mummad (ETH)       | 25:22 | Tanja Nehme -3-       | 28:52 | 259 (203 m, 56 w) |
| 22. Sep. 2012   | Heiko Baier -5-               | 23:56 | Dörte Nadler -2-      | 28:53 | 211 (177 m, 34 w) |
| 14. Sep. 2011   | Thomas Seibert                | 24:19 | Katrin Arndt          | 28:18 | 292 (241 m, 51 w) |
| 25. Sep. 2010   | Dieter Baumann                | 24:31 | Dörte Nadler          | 29:57 |                   |
| 19. Sep. 2009   | Heiko Baier -4-               | 23:15 | Tanja Ruppert -2-     | 28:57 | 318 (268 m, 50 w) |
| 27. Sep. 2008   | Heiko Baier -3-               | 24:34 | Ellen Weber           | 30:51 |                   |
| 29. Sep. 2007   | Heiko Baier -2-               | 23:45 | Kerstin Straub        | 29:33 |                   |
| 30. Sep. 2006   | Jörn Harland -2-              | 24:40 | Melanie Räder         | 32:27 | 199 (174 m, 25 w) |
| 19. Sep. 2005   | Heiko Baier                   | 23:51 | Tanja Ruppert         | 29:45 |                   |
| 2. Okt. 2004    | Jörn Harland                  | 24:29 | Anja Schwarz-Granzow  | 31:20 | 236 (174 m, 41 w) |
| 4. Okt. 2003    | Markus Kessler                | 23:43 | Meike Wallow          | 28:52 |                   |
| 5. Okt. 2002 5  | Markus Prolingheuer           | 28:20 | Astrid Bardenheuer    | 34:10 |                   |
| 6. Okt. 2001    | Matthias Menzfeld             | 23:43 | Yvonne Conrad         | 29:40 |                   |
| 7. Okt. 2000    | Carsten Thoma                 | 24:02 | Monika Wöhleke -8-    | 30:42 |                   |
| 9. Okt. 1999    | Martti Kaempgen               | 25:20 | Monika Wöhleke -7-    | 31:06 |                   |
| 10. Okt. 1998   | Sven Persch                   | 25:46 | Monika Wöhleke -6-    | 30:09 |                   |
| 4. Okt. 1997    | Mourad Bouknana (DZA)         | 25:02 | Monika Wöhleke -5-    | 30:45 |                   |
| 5. Okt. 1996    | Armin Hast                    | 25:25 | Monika Wöhleke -4-    | 30:33 |                   |
| 30. Sep. 1995   | Wilfried Martin               | 25:23 | Monika Wöhleke -3-    | 30:27 |                   |
| 1. Okt. 1994    | Djilali Abdesselam (DZA)      | 23:32 | Monika Wöhleke -2-    | 30:30 |                   |
| 23. Okt. 1993   | Norbert Schmidt               | 24:07 | Andrea Wever          | 27:52 |                   |
| 31. Okt. 1992   | Fred Grusel                   | 25:15 | Monika Wöhleke        | 30:41 |                   |
| 29. Juni 1991 6 | Mathias Rüdiger               | 30:52 | Birgit Rufer          | 37:37 |                   |
| 20. Okt. 1990 7 | Hubert Röhrig                 | 24:37 | Siglinde Schütz       | 33:24 |                   |

### Bekannte Teilnehmer (Auswahl)
- Stefanie Rexhäuser / Stefanie Wiesmaier (2007; 30:00) / (2009; 29:35)
- Tanja Nehme / Tanja Ruppert (mehrere Teilnahmen)
- Julian Flügel (2007; 24:34 min)
- Dieter Baumann (2010; 24:31 min)
- Laura Hottenrott (2010; 32:25 min und 2018; 28:08 min)
- Jens Nerkamp (2012; 24:19 min)